# Andania
Andania (griego Ανδανία) es una ciudad de Mesenia, en la región del Peloponeso (Grecia). Desde la  reforma administrativa del Plan Calícrates en vigor desde enero de 2011 forma parte del municipio de Oichalia. En 2001 su población era de 3084 habitantes.

## Mitología
Según Pausanias, Lico, hijo de Pandión introdujo los ritos de las Grandes Diosas (Deméter y Perséfone) en Andania. Policaón y su mujer Mesene, fundaron entre otras ciudades «aquella en la que fue construido el palacio, Andania». En este palacio vivieron Perieres y otros reyes, pero cuando Afareo fundó Arene, él y sus hijos vivieron allí.

## Historia
El asentamiento se encontraba al noroeste de Mesene. Tito Livio la cataloga como parvum oppidum en el año 191 a. C. Pero bien podría haber sido entonces una comunidad centrada en un santuario en lugar de una polis, pues los mesenios le dijeron a Epaminondas que no se establecerían de nuevo en Ecalia y Andania por las desgracias que habían sufrido cuando vivían allí, y no se reasentaron hasta el 396 a. C.
Roebuck sugiere que se separó de Mesene en 182 a. C., cuando esta última fue requerida para unirse a la Liga Aquea, y Andania fue recuperada por Mesene en el año 146 a. C.
El rey mesenio Aristómenes nació en Andania.
Estrabón, por su parte, sitúa Andania en la región de Arcadia y menciona que Demetrio de Escepsis defendía que era la ubicación de la ciudad llamada Ecalia donde reinó, según la mitología, Éurito.